# Nabonasar
Nabonasar (que reinó entre el 747 a 734 a. C.) fue un rey babilonio.
También se le llama:
- Nabonassar
- Nabo-n-Assar
- Nabonasser
- Nabu-Nasir
- Nebo-adon-Assur

En el año 747 a. C. fundó un reino en Babilonia.
Ahora se lo considera como el comienzo de la dinastía neobabilónica.
Una serie de tablillas —llamadas colectivamente Crónicas de Babilonia— registra sucesos a partir del reinado de Nabonasar.
En ese momento el imperio asirio estaba en desorden por la guerra civil y ascendieron otros reinos como Urartu.
Un comandante del ejército que participaba en la guerra civil ascendió al poder y adoptó el nombre de Tiglat Pileser III, ganó el control de Asiria el año siguiente (746 a. C.)
Poco después volvió a tomar Babilonia bajo el protectorado de Asiria, y Nabonasar continuó gobernando como un rey vasallo durante 14 años, hasta el 734 a. C.
Nabonasar, en el mes septiembre-octubre del tercer año de su reinado (745 a. C.) trasladó sus tropas desde Babilonia, cruzó todo el país hasta el Golfo Pérsico, destruyó tribus caldeas y trasladó muchos cautivos a Asiria.
Es posible que Nabonasar consiguiera que los asirios lo ayudaran en la lucha contra los caldeos y elamitas.
Una leyenda posterior dice que Tiglat Pileser luchó en batalla contra Nabonasar de Borsippa, pero esta leyenda no se confirma en textos cuneiformes anteriores.
Los asirios no causaron ningún daño a las ciudades de Babilonia, el rey asirio insistió en su papel como protector y mecenas.
Como resultado, Tiglat Pileser se convirtió en el jefe supremo de Babilonia y tomó el título de «rey de Sumeria y Acad».
El quinto año de reinado de Nabonasar (745 a. C.) fue la fecha de ascensión al trono de Humpanikasha, rey de Elam.
En el año 734 a. C., Nabonasar enfermó gravemente y murió después de 14 años de reinado.

## La era Nabonasar

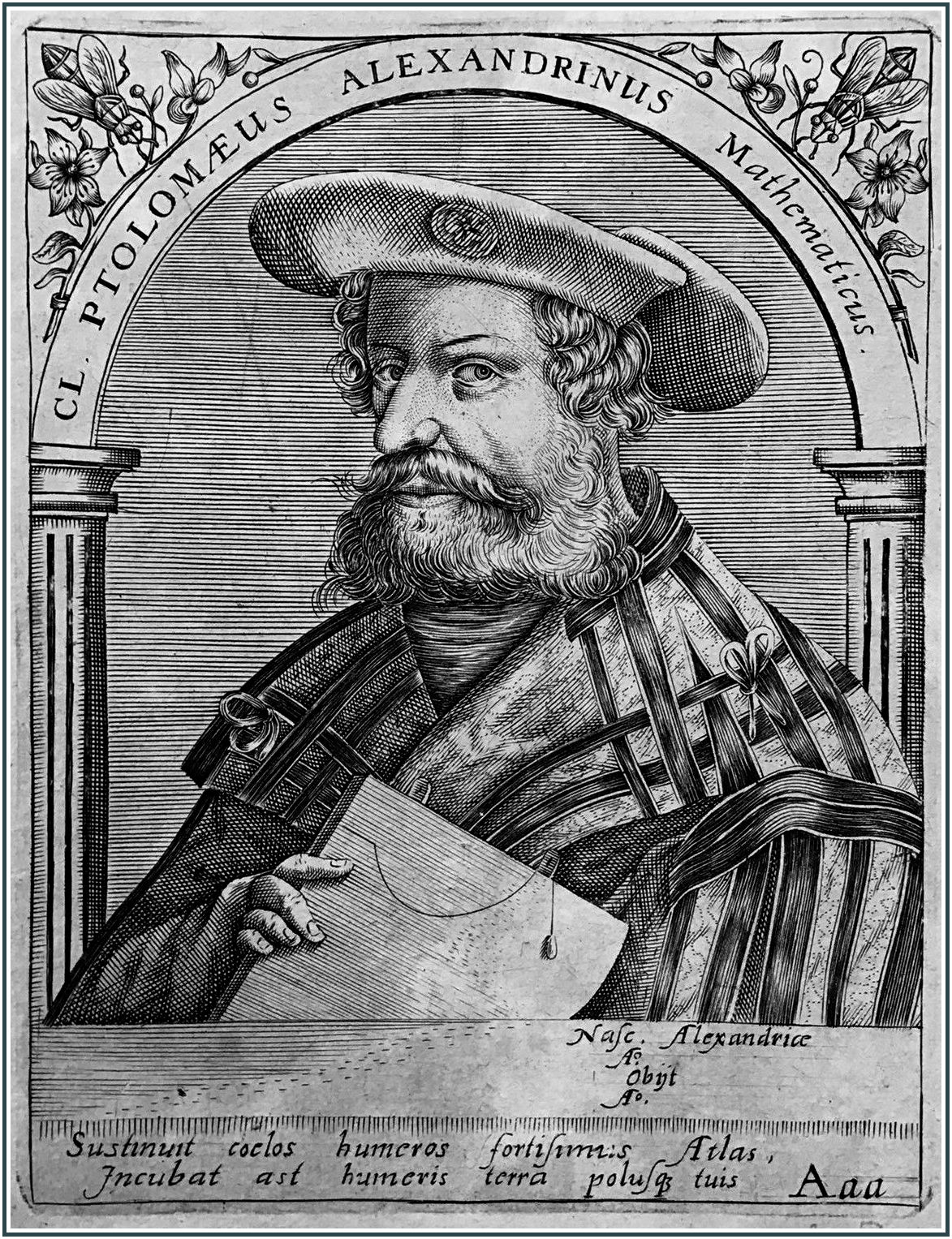
Claudio Ptolomeo (100-170 d. C.).

El astrónomo romano de origen egipcio Claudio Ptolomeo (100-170 d. C.) comenzó una época (una époch, es decir, un punto de partida para los cálculos cronológicos), en el primer año de reinado de Nabonasar, en el día de Año Nuevo en el calendario egipcio (el año 1 de Thoth en el antiguo Egipto): el mediodía del miércoles 26 de febrero de 747 a. C., según el proléptico calendario juliano.
En ese día comenzó la era Nabonasar, que Ptolomeo llamó AN (Anno Nabonassari).
Ptolomeo utilizó a Nabonasar, ya que fue el primer reino que incluyó una observación astronómica.
Otros astrónomos occidentales utilizaron también este calendario, pero no los propios babilonios.